# Khu liên hợp thể thao Samuel Kanyon Doe
Sân vận động Thể thao Samuel Kanyon Doe (tiếng Anh: Samuel Kanyon Doe Sports Stadium; thường được viết tắt là Sân vận động SKD) là một sân vận động đa năng thuộc Khu liên hợp thể thao Samuel Kanyon Doe ở Paynesville, ngoại ô thủ đô Monrovia của Liberia. Được xây dựng vào năm 1986, sân được sử dụng chủ yếu cho các trận đấu bóng đá và có đường chạy điền kinh, mặc dù sân cũng được sử dụng cho một buổi hòa nhạc reggae, các cuộc biểu tình chính trị, nơi trú ẩn IDP và điều trị Ebola. Là sân vận động lớn nhất ở Liberia, sân có sức chứa 50.000 khán giả.

## Lý lịch
Sân vận động được ủy quyền bởi Tổng thống William Tolbert, người đã không khởi công xây dựng và bị tước bỏ quyền lực trong một cuộc đảo chính năm 1980 bởi 17 người thuộc Lực lượng Vũ trang Liberia do Samuel Doe lãnh đạo. Được hoàn thành dưới chính quyền của Doe, ông đã đặt tên cho cơ sở theo tên mình.
Trong nội chiến thứ hai của Liberia, hàng nghìn người đã tìm nơi ẩn náu trong sân vận động. Vào ngày 24 tháng 6 năm 2003, sau khi ngừng bắn, có 58.000 IDP được báo cáo trong sân vận động, hơn 5% trong số 1.000.000 cư dân ước tính của Monrovia.
Sân vận động thường xuyên gặp vấn đề với tình trạng quá tải, do ít nhất một lần về bán vé bất hợp pháp. Năm 2008, tám người chết vì ngạt thở sau một trận đấu bóng đá, và vào năm 2014, nhiều khán giả đã bị ngất xỉu.
Sân vận động từng là địa điểm tổ chức các buổi hòa nhạc quốc tế, các sự kiện chính trị quốc gia và nhiều trận đấu vòng loại World Cup. Năm 1988, buổi hòa nhạc Reggae Sunsplash được tổ chức tại SKD. Sự kiện kéo dài 24 giờ với sự góp mặt của Burning Spear, Yellowman, và các nghệ sĩ reggae và dancehall gốc nổi tiếng khác đến từ Jamaica. Trong chiến dịch tranh cử tổng tuyển cử Liberia năm 2011, Quốc hội vì Thay đổi Dân chủ đã tổ chức các cuộc mít tinh độc quyền tại sân vận động.

## Cải tạo
Vào tháng 9 năm 2005, một công trình cải tạo trị giá 7,6 triệu đô la do Trung Quốc tài trợ đã được công bố và Công ty Cổ phần Tập đoàn Kỹ thuật Xây dựng Hồ Nam của Trung Quốc được chỉ định là nhà thầu. Sau khi hoàn thành cải tạo hai năm, Liberia thiếu chuyên môn để quản lý bảng điểm điện tử. Cỏ bị hư hại nặng sau hội nghị phụ nữ quốc tế năm 2009.
Vào tháng 10 năm 2013, một thỏa thuận khác đã được ký kết giữa chính phủ Liberia và Trung Quốc tài trợ cho việc cải tạo sân vận động trị giá 18 triệu đô la. Các kế hoạch cho lần cải tạo thứ hai bao gồm sân tập và sân quần vợt không được sửa chữa sáu năm trước đó. Vào tháng 2 năm 2020, Shao Kaipeng của "Tập đoàn xây dựng Hà Bắc", công ty xây dựng Trung Quốc đang cải tạo SKD, đã cầu xin người Liberia bảo trì sân vận động. Shao nói, "Tôi không hiểu tại sao mọi người đến xem trận đấu và phá vỡ những thứ có thể làm đẹp sân vận động; tại sao họ lại ném rác trên sân vận động?" và yêu cầu chính phủ thuê thêm người để dọn dẹp sân vận động và cung cấp an ninh sau trận đấu.
Các trận đấu giữa các đội hạt Liberia đã được báo cáo vào đầu năm 2014.

## Điều trị Ebola
Trong thời gian xảy ra dịch bệnh do virus Ebola ở Liberia, SKD là địa điểm của một đơn vị điều trị Ebola do Trung Quốc xây dựng. Bệnh viện 100 giường do công ty CNQC của Trung Quốc xây dựng, được lên kế hoạch cho 160 nhân viên y tế chuyên ngành từ Trung Quốc. Nó được khai trương vào tháng 11 năm 2014 với một buổi lễ có sự tham dự của Tổng thống Sirleaf Vào tháng 5 năm 2015, ETU đã ngừng hoạt động sau khi điều trị 10 trường hợp được xác nhận và tiếp nhận 110 bệnh nhân. Cơ sở gồm 20 phòng và hơn 920.000 vật dụng, bao gồm hơn 1.500 loại dụng cụ và vật liệu y tế trị giá khoảng 7 triệu đô la, đã được chuyển giao cho chính phủ Liberia. Là một phần của buổi lễ, Tổng thống Sirleaf đã được trao tặng cờ của đội y tế Quân Giải phóng Nhân dân.
Vào tháng 8 năm 2015, ngoại trưởng Trung Quốc Vương Nghị đã đến thăm sân vận động SKD và gặp gỡ các công nhân Trung Quốc.

## Các trận đấu bóng đá quốc tế
| Ngày                | Giải đấu         | Đội #1  | Kết quả | Đội #2  |
| ------------------- | ---------------- | ------- | ------- | ------- |
| 11 tháng 9 năm 2018 | Giao hữu quốc tế | Liberia | 1-2     | Nigeria |